# Karolína Maňasová
Karolína Maňasová (* 26. listopadu 2003) je česká atletka, reprezentantka v běhu na 100 m. Svým osobním rekordem 11,26 s se roku 2023 ve dvaceti letech zařadila na druhé místo historických českých tabulek, hned za Jarmilu Kratochvílovou. V následujícím roce nejprve vyrovnala výkonem 7,23 s národní rekord v běhu na 60 m a poté jej dvakrát vylepšila, až na hodnotu 7,15 s. Na obou tratích drží národní rekordy v kategorii žen do 22 let.
První výrazný úspěch na mezinárodní scéně zaznamenala na mistrovství Evropy 2024 v Římě. Zde postoupila do semifinále, kde si vylepšila osobní rekord na 11,17 s. Na Letních olympijských hrách 2024 v Paříži si v rozběhu opět vylepšila svůj osobní rekord na 11,11 s a postoupila do semifinále. Z rozběhu na olympiádě postoupila jako první Češka od roku 1972.
Na HME 2025 dvakrát vylepšila národní rekord až na 7,10 s, dokázala postoupit do svého prvního finále a obsadila celkovou 8. příčku.
Výkonem 11,30 s vybojovala na Mistrovství Evropy v atletice do 23 let 2025 v norském Bergenu titul juniorské mistryně Evropy v běhu na 100 metrů.

## Osobní rekordy

### Dráha
- běh na 100 metrů – 11,11 s – 2. srpna 2024, Paříž

### Hala
- běh na 60 metrů – 7,10 s – 9. března 2025, Apeldoorn